# Toxorhina taeniomera
Toxorhina taeniomera är en tvåvingeart som beskrevs av Alexander 1950. Toxorhina taeniomera ingår i släktet Toxorhina och familjen småharkrankar. Inga underarter finns listade i Catalogue of Life.